# Breń (powiat tarnowski)
Breń – wieś w Polsce położona w północnej części gminy Lisia Góra, w powiecie tarnowskim, w województwie małopolskim. Jest jednym z 11 sołectw gminy Lisia Góra.
W latach 1975–1998 miejscowość administracyjnie należała do województwa tarnowskiego.

## Położenie
Breń leży na Płaskowyżu Tarnowskim nad rzeką Breń.
Graniczy z miejscowościami Lisia Góra i Kobierzyn w gminie Lisia Góra oraz z miejscowościami Laskówka Chorąska, Lipiny, Żelazówka i Brnik w gminie Dąbrowa Tarnowska w powiecie dąbrowskim.

## Historia miejscowości
Wola Breńska pojawiła się w dokumentach źródłowych w XVII wieku (pod datą 1629).
Współczesną wieś Breń założono na przełomie 1946 i 1947 roku, poprzez odłączenie od miejscowości Kobierzyn przysiółka pod tą samą nazwą. Pierwszym sołtysem nowo powstałej wsi był Jan Libirt. Granice administracyjne wsi ustalono w drodze referendum. W chwili powstania gromada liczyła 66 numerów.
Pierwszą powojenną inwestycją była budowa Szkoły Podstawowej, którą zakończono w 1951 roku. Do tego czasu lekcje w trzyklasowej Szkole Powszechnej odbywały się w domach prywatnych. Prowadziła je dochodząca z Kobierzyna Anna Kot. Budynek ten przetrwał do roku 1991. W tym samym roku została podjęta decyzja o rozbudowie szkoły (przebudowa trwała do 1997 roku).
Kolejnymi inwestycjami podjętymi po wojnie była elektryfikacja (zakończenie projektu w 1961) oraz melioracja gruntów.